# Cucullia negrifascia
Cucullia negrifascia là một loài bướm đêm trong họ Noctuidae.